# Зузеля
Зузеля (пол. Zuzela) — село в Польщі, у гміні Нур Островського повіту Мазовецького воєводства.
Населення — 174 особи (2011).

## Демографія
Демографічна структура станом на 31 березня 2011 року:
|          | Загалом | Допрацездатний вік | Працездатний вік | Постпрацездатний вік |
| -------- | ------- | ------------------ | ---------------- | -------------------- |
| Чоловіки | 98      | 16                 | 61               | 21                   |
| Жінки    | 76      | 12                 | 33               | 31                   |
| Разом    | 174     | 28                 | 94               | 52                   |